# US Open de 2022
O US Open de 2022 foi um torneio de tênis disputado nas quadras duras do USTA Billie Jean King National Tennis Center, no Flushing Meadows-Corona Park, no distrito do Queens, em Nova Iorque, nos Estados Unidos, entre 29 de agosto e 11 de setembro. Corresponde à 55.ª edição da era aberta e à 142ª de todos os tempos.
Em quatro sets, o jovem espanhol Carlos Alcaraz derrotou o norueguês Casper Ruud e conquistou o primeiro troféu de Grand Slam da carreira, tornando-se o número 1 mais novo da história da ATP, cujo ranking foi criado em 1973. No feminino, a soberana líder Iga Świątek superou a tunisiana Ons Jabeur e acumulou o terceiro título da carreira na categoria. Ambas finais foram definidores de líderes (campeões) e více-líderes (finalistas). Alcaraz e Świątek são os primeiros jogadores nascidos depois de 2000 a vencer o torneio.
Nas duplas, Rajeev Ram e Joe Salisbury defenderam o feito de 2021, com o segundo mantendo o número 1. Mistas foi para a Austrália, com o veterano John Peers e Storm Sanders. Por fim, as tchecas Barbora Krejčíková e Kateřina Siniaková fizeram história levantando o caneco do US Open, último major que faltava a elas. Depois de estarem próximas da derrota, com 1–4 no segundo set, reagiram e viraram no terceiro set. Com a medalha de ouro olímpica e o WTA Finals no bolso, a parceria completaram os títulos mais importantes da sua modalidade. Adicionalmente, Siniaková retomará o primeiro lugar do ranking na próxima segunda.
Por causa da invasão da Ucrânia pela Rússia, as organizações tomaram diversas medidas contra a Rússia e a Bielorrússia no esporte. Este foi o segundo Slam em que os jogadores desses países foram permitidos de participar, mas sob bandeira neutra.

## Público
Foram batidos diversos recordes de espectadores em 2022. Em 2 de setembro, destacado pelo possível último jogo da carreira de Serena Williams - anunciou que se aposentadoria neste evento, semanas atrás -, o que se confirmou, o complexo recebeu 72.039 torcedores. No dia seguinte, com Iga Świątek, Rafael Nadal e Carlos Alcaraz na programação, o número foi superado em 72.065.
A soma dos primeiros oito dias também foi superada, expressivamente: 549.657 presenças, contra 540.333 de 2019.
Ao final do evento, considerando apenas as duas semanas das chaves principais, chegou-se ao maior índice de todos os tempos: 776.120 fãs (contra 737.872 de 2019).

## Cadeirantes
O número de participantes nas chaves que não tetraplégicas dobrou: 8 para 16 em simples e 4 para 8 em duplas.
A subcategoria juvenil foi adicionada pela primeira vez em um torneio do Grand Slam. São quatro disputas, divididas em simples e duplas, para 8 rapazes e 8 garotas no primeiro e 4 cada no segundo.

## Coaching
O US Open de 2022 foi o primeiro torneio da categoria a permitir o coaching, isto é, instruções do treinador durante os intervalos do jogo. A condição é que seja feito com o profissional sentado na arquibancada e somente quando seu tenista estiver do mesmo lado que ele na quadra. O número 5 mundial Stefanos Tsitsipas gostou da novidade, mas admitiu já ter usado, sendo lícito ou não. Já o americano Taylor Fritz vai na contramão, afirmando que isso tiraria a individualidade, nos quesitos mental e estratégico, do esporte.

## Transmissão
Esta é a lista de países e canais designados a transmitir o torneio durante a edição em questão:
Países lusófonos

| País(es) | Canal(is)         |
| -------- | ----------------- |
| Brasil   | ESPN SporTV Star+ |
| Portugal | Eurosport         |

Resto do mundo
| País(es)                                        | Canal(is)               |
| ----------------------------------------------- | ----------------------- |
| Austrália                                       | Nine Network Stan Sport |
| Canadá                                          | TSN                     |
| China                                           | CCTV iQIYI Tencent      |
| Estados Unidos                                  | ESPN                    |
| Irlanda · Reino Unido                           | Prime Video             |
| Japão                                           | WOWOW                   |
| Nova Zelândia                                   | Spark TV [en]           |
| Taiwan                                          | Sportcast               |
| Regiões                                         |                         |
| África subsaariana                              | SuperSport              |
| América Central América do Sul espanhola Caribe | ESPN (América Latina)   |
| Europa                                          | Eurosport               |
| Norte da África Oriente Médio                   | beIN Sports             |
| Pacífico Sul                                    | TVWan Sports [en]       |
| Sudoeste Asiático                               | SPOTV [en]              |
| Sul Asiático                                    | Sony TEN [en]           |

## Pontuação e premiação

### Distribuição de pontos
ATP e WTA informam suas pontuações em Grand Slam, distintas entre si, em simples e em duplas. A ITF responde exclusivamente pelos juvenis e cadeirantes.
Considerado torneio amistoso, o de duplas mistas não gera pontos.
No juvenil, os simplistas jogam duas fases de qualificatório, mas só os que passam à chave principal pontuam. Em duplas, a pontuação é por jogador. A partir da fase com 16, os competidores recebem pontos adicionais de bônus (os valores da tabela já somam as duas pontuações).

#### Profissional
| Evento            | V    | F    | SF  | QF  | R16 | R32 | R64 | R128 | Q  | Q3 | Q2 | Q1 |
| Simples masculino | 2000 | 1200 | 720 | 360 | 180 | 90  | 45  | 10   | 25 | 16 | 8  | 0  |
| Duplas masculinas | 2000 | 1200 | 720 | 360 | 180 | 90  | 0   | —    | —  | —  | —  | —  |
| Simples feminino  | 2000 | 1300 | 780 | 430 | 240 | 130 | 70  | 10   | 40 | 30 | 20 | 2  |
| Duplas femininas  | 2000 | 1300 | 780 | 430 | 240 | 130 | 10  | —    | —  | —  | —  | —  |

| Evento            | V    | F   | SF  | QF  | R16 | R32 | R64 | Q  | Q2 | Q1 |
| Simples Masculino | 1000 | 700 | 490 | 300 | 180 | 90  | 30* | 20 | 0  | 0  |
| Simples Feminino  | 1000 | 700 | 490 | 300 | 180 | 90  | 30* | 20 | 0  | 0  |
| Duplas Masculinas | 750  | 525 | 367 | 225 | 135 | 0   | —   | —  | —  | —  |
| Duplas Femininas  | 750  | 525 | 367 | 225 | 135 | 0   | —   | —  | —  | —  |

| Evento               | V   | F   | SF/ 3º lugar | QF/ 4º lugar |
| Simples              | 800 | 500 | 375          | 100          |
| Simples tetraplégico | 800 | 500 | 375          | 100          |
| Duplas               | 800 | 500 | 100          | —            |
| Duplas tetraplégicas | 800 | 100 | —            | —            |

### Premiação
A premiação geral aumentou 5% em relação a 2021. Os títulos de simples tiveram um acréscimo de US$ 100.000 cada.
Os valores para duplas são por par. Diferentemente da pontuação, não há recompensa aos vencedores do qualificatório.
Juvenis não são pagos. Outras disputas, como a de cadeirantes, não tiveram os valores detalhados; estão inclusos em "Outros eventos".
| Evento        | V             | F             | SF          | QF          | Últimos 16  | Últimos 32  | Últimos 64  | Últimos 128 | Q3         | Q2         | Q1         |
| Contemplados  | 1             | 1             | 2           | 4           | 8           | 16          | 32          | 64          | 16         | 32         | 64         |
| Simples (2)   | US$ 2.600.000 | US$ 1.300.000 | US$ 705.000 | US$ 445.000 | US$ 278.000 | US$ 188.000 | US$ 121.000 | US$ 80.000  | US$ 44.000 | US$ 33.600 | US$ 21.100 |
| Duplas (2)    | US$ 688.000   | US$ 344.000   | US$ 172.000 | US$ 97.500  | US$ 56.400  | US$ 35.800  | US$ 21.300  | —           | —          | —          | —          |
| Duplas mistas | US$ 163.000   | US$ 81.500    | US$ 42.000  | US$ 23.200  | US$ 14.200  | US$ 8.300   | —           | —           | —          | —          | —          |

Total dos eventos acima: US$ 56.498.100
Cadeirantes: US$ 1.032.000
Per diem: US$ 2.571.900
Total da premiação: US$ 60.102.000

## Cabeças de chave
Cabeças baseados(as) nos rankings de 22 de agosto de 2022. Dados de Ranking e Pontos anteriores são de 29 de agosto de 2022.
Os pontos para o torneio de 2021 não eram obrigatórios e estão incluídos na tabela abaixo apenas se contados para a classificação do jogador em 29 de agosto de 2022. Os jogadores que não estiverem defendendo pontos do torneio de 2021 terão seu 19º melhor resultado substituído por seu pontos do torneio de 2022.

### Simples

#### Masculino
| Cabeça | Ranking | Jogador                 | Pontos anteriores | Pontos a defender | Pontos conquistados | Nova pontuação | Eliminado na | Eliminado por            |
| ------ | ------- | ----------------------- | ----------------- | ----------------- | ------------------- | -------------- | ------------ | ------------------------ |
| 1      | 1       | Daniil Medvedev         | 6.885             | 2.000             | 180                 | 5.065          | 4ª fase      | Nick Kyrgios [23]        |
| 2      | 3       | Rafael Nadal            | 5.630             | (0)               | 180                 | 5.180          | 4ª fase      | Frances Tiafoe [22]      |
| 3      | 4       | Carlos Alcaraz          | 5.100             | 360               | 2.000               | 6.740          | Campeão      | –                        |
| 4      | 5       | Stefanos Tsitsipas      | 4.890             | 90                | 10                  | 4.810          | 1ª fase      | Daniel Elahi Galán (Q)   |
| 5      | 7       | Casper Ruud             | 4.695             | 45                | 1.200               | 5.850          | F            | Carlos Alcaraz [3]       |
| 6      | 8       | Félix Auger-Aliassime   | 3.625             | 720               | 45                  | 2.950          | 2ª fase      | Jack Draper              |
| 7      | 9       | Cameron Norrie          | 3.415             | (45)              | 180                 | 3.550          | 4ª fase      | Andrey Rublev [9]        |
| 8      | 10      | Hubert Hurkacz          | 3.355             | 45                | 45                  | 3.355          | 2ª fase      | Ilya Ivashka             |
| 9      | 11      | Andrey Rublev           | 3.120             | 90                | 360                 | 3.390          | QF           | Frances Tiafoe [22]      |
| 10     | 12      | Taylor Fritz            | 3.090             | 45                | 10                  | 3.055          | 1ª fase      | Brandon Holt (Q)         |
| 11     | 13      | Jannik Sinner           | 3.020             | 180               | 360                 | 3.200          | QF           | Carlos Alcaraz [3]       |
| 12     | 15      | Pablo Carreño Busta     | 2.340             | 10                | 180                 | 2.510          | 4ª fase      | Karen Khachanov [27]     |
| 13     | 14      | Matteo Berrettini       | 2.360             | 360               | 360                 | 2.360          | QF           | Casper Ruud [5]          |
| 14     | 16      | Diego Schwartzman       | 2.200             | 180               | 90                  | 2.110          | 3ª fase      | Frances Tiafoe [22]      |
| 15     | 17      | Marin Čilić             | 2.175             | 10                | 180                 | 2.345          | 4ª fase      | Carlos Alcaraz [3]       |
| 16     | 18      | Roberto Bautista Agut   | 1.840             | 90                | 10                  | 1.760          | 1ª fase      | J. J. Wolf (WC)          |
| 17     | 19      | Grigor Dimitrov         | 1.730             | 45                | 45                  | 1.730          | 2ª fase      | Brandon Nakashima        |
| 18     | 20      | Alex de Minaur          | 1.665             | 10                | 90                  | 1.745          | 3ª fase      | Pablo Carreño Busta [12] |
| 19     | 21      | Denis Shapovalov        | 1.640             | 90                | 90                  | 1.745          | 3ª fase      | Andrey Rublev [9]        |
| 20     | 23      | Daniel Evans            | 1.510             | 180               | 90                  | 1.420          | 3ª fase      | Marin Čilić [15]         |
| 21     | 22      | Botic van de Zandschulp | 1.573             | 385               | 45                  | 1.233          | 2ª fase      | Corentin Moutet (LL)     |
| 22     | 26      | Frances Tiafoe          | 1.400             | 180               | 720                 | 1.940          | SF           | Carlos Alcaraz [3]       |
| 23     | 25      | Nick Kyrgios            | 1.430             | 10                | 360                 | 1.780          | QF           | Karen Khachanov [27]     |
| 24     | 27      | Francisco Cerúndolo     | 1.400             | 16                | 10                  | 1.394          | 1ª fase      | Andy Murray              |
| 25     | 29      | Borna Ćorić             | 1.360             | (0)               | 45                  | 1.405          | 2ª fase      | Jenson Brooksby          |
| 26     | 30      | Lorenzo Musetti         | 1.322             | 45                | 90                  | 1.367          | 3ª fase      | Ilya Ivashka             |
| 27     | 31      | Karen Khachanov         | 1.315             | (45)              | 720                 | 1.990          | SF           | Casper Ruud [5]          |
| 28     | 33      | Holger Rune             | 1.310             | 35                | 90                  | 1.365          | 3ª fase      | Cameron Norrie [7]       |
| 29     | 34      | Tommy Paul              | 1.305             | (20)              | 90                  | 1.375          | 3ª fase      | Casper Ruud [5]          |
| 30     | 32      | Maxime Cressy           | 1.313             | 70                | 10                  | 1.253          | 1ª fase, ab. | Márton Fucsovics         |
| 31     | 35      | Nikoloz Basilashvili    | 1.290             | 90                | 10                  | 1.210          | 1ª fase      | Wu Yibing (Q)            |
| 32     | 36      | Miomir Kecmanović       | 1.245             | 10                | 45                  | 1.280          | 2ª fase      | Richard Gasquet          |

† Esta coluna mostra os pontos do jogador na edição de 2021 ou seu 19º melhor resultado (entre parênteses). Apenas os pontos que contam para a classificação do jogador são os de 29 de agosto de 2022 refletidos na coluna.

##### Desistências
| Ranking | Jogador          | Pontos anteriores | Pontos a defender | Nova pontuação | Motivo                                                 |
| ------- | ---------------- | ----------------- | ----------------- | -------------- | ------------------------------------------------------ |
| 2       | Alexander Zverev | 5.760             | 720               | 5.040          | Lesão no tornozelo direito                             |
| 6       | Novak Djokovic   | 4.770             | 1.200             | 3.570          | Não cumpriu exigência de vacinação para não-americanos |
| 24      | Gaël Monfils     | 1.435             | 90                | 1.345          | Lesão no pé direito                                    |
| 28      | Reilly Opelka    | 1.365             | 180               | 1.185          | Não especificado                                       |

#### Feminino
| Cabeça | Ranking | Jogadora              | Pontos anteriores | Pontos a defender | Pontos conquistados | Nova pontuação | Eliminada na | Eliminada por          |
| ------ | ------- | --------------------- | ----------------- | ----------------- | ------------------- | -------------- | ------------ | ---------------------- |
| 1      | 1       | Iga Świątek           | 8.605             | 240               | 2.000               | 10.365         | Campeã       | –                      |
| 2      | 2       | Anett Kontaveit       | 4.360             | 130               | 70                  | 4.300          | 2ª fase      | Serena Williams (PR)   |
| 3      | 3       | Maria Sakkari         | 4.190             | 780               | 70                  | 3.480          | 2ª fase      | Wang Xiyu              |
| 4      | 4       | Paula Badosa          | 3.980             | 70                | 70                  | 3.980          | 2ª fase      | Petra Martić           |
| 5      | 5       | Ons Jabeur            | 3.920             | 130               | 1.300               | 5.090          | F            | Iga Świątek [1]        |
| 6      | 6       | Aryna Sabalenka       | 3.470             | 780               | 780                 | 3.470          | SF           | Iga Świątek [1]        |
| 7      | 7       | Simona Halep          | 3.255             | 240               | 10                  | 3.025          | 1ª fase      | Daria Snigur (Q)       |
| 8      | 8       | Jessica Pegula        | 3.201             | 130               | 430                 | 3.501          | QF           | Iga Świątek [1]        |
| 9      | 10      | Garbiñe Muguruza      | 2.886             | 240               | 130                 | 2.776          | 3ª fase      | Petra Kvitová [21]     |
| 10     | 9       | Daria Kasatkina       | 3.015             | 130               | 10                  | 2.895          | 1ª fase      | Harriet Dart           |
| 11     | 11      | Emma Raducanu         | 2.756             | 2.040             | 10                  | 726            | 1ª fase      | Alizé Cornet           |
| 12     | 12      | Coco Gauff            | 2.687             | 70                | 430                 | 3.047          | QF           | Caroline Garcia [17]   |
| 13     | 13      | Belinda Bencic        | 2.635             | 430               | 130                 | 2.335          | 3ª fase      | Karolína Plíšková [22] |
| 14     | 14      | Leylah Fernandez      | 2.540             | 1.300             | 70                  | 1.310          | 2ª fase      | Liudmila Samsonova     |
| 15     | 15      | Beatriz Haddad Maia   | 2.317             | (96+96)†          | 70+43               | 2.238          | 2ª fase      | Bianca Andreescu       |
| 16     | 16      | Jeļena Ostapenko      | 2.316             | (1)‡              | 10                  | 2.325          | 1ª fase      | Zheng Qinwen           |
| 17     | 17      | Caroline Garcia       | 2.220             | 70                | 780                 | 2.930          | SF           | Ons Jabeur [5]         |
| 18     | 18      | Veronika Kudermetova  | 2.206             | 10                | 240                 | 2.436          | 4ª fase      | Ons Jabeur [5]         |
| 19     | 19      | Danielle Collins      | 2.167             | 130               | 240                 | 2.277          | 4ª fase      | Aryna Sabalenka [6]    |
| 20     | 20      | Madison Keys          | 2.128             | 10                | 130                 | 2.248          | 3ª fase      | Coco Gauff [12]        |
| 21     | 21      | Petra Kvitová         | 2.077             | 130               | 240                 | 2.187          | 4ª fase      | Jessica Pegula [8]     |
| 22     | 22      | Karolína Plíšková     | 2.007             | 430               | 430                 | 2.007          | QF           | Aryna Sabalenka [6]    |
| 23     | 23      | Barbora Krejčíková    | 2.003             | 430               | 70                  | 1.643          | 2ª fase      | Aleksandra Krunić      |
| 24     | 24      | Amanda Anisimova      | 1.900             | 70                | 10                  | 1.840          | 1ª fase      | Yulia Putintseva       |
| 25     | 25      | Elena Rybakina        | 1.850             | 130               | 10                  | 1.730          | 1ª fase      | Clara Burel (Q)        |
| 26     | 26      | Victoria Azarenka     | 1.841             | 130               | 240                 | 1.951          | 4ª fase      | Karolína Plíšková [22] |
| 27     | 27      | Martina Trevisan      | 1.771             | 70+95             | 10+20               | 1.636          | 1ª fase      | Evgeniya Rodina (PR)   |
| 28     | 28      | Ekaterina Alexandrova | 1.750             | 70                | 70                  | 1.750          | 2ª fase      | Lauren Davis           |
| 29     | 29      | Alison Riske-Amritraj | 1.525             | 10                | 240                 | 1.755          | 4ª fase      | Caroline Garcia [17]   |
| 30     | 30      | Jil Teichmann         | 1.517             | 70                | 10                  | 1.457          | 1ª fase      | Zhang Shuai            |
| 31     | 31      | Shelby Rogers         | 1.516             | 240               | 130                 | 1.406          | 3ª fase      | Ons Jabeur [5]         |
| 32     | 33      | Elise Mertens         | 1.435             | 240               | 10                  | 1.205          | 1ª fase      | Irina-Camelia Begu     |

† A jogadora não se classificou para a edição de 2021 e está defendendo o ponto de dois torneios ITF - Collonge-Bellerive e Montreux;
‡ Não foi necessário incluir zero pontos para a edição de 2021 no ranking devido às regras da WTA envolvendo a pandemia de COVID-19. Assim, os pontos de seu 16º melhor resultado serão deduzidos.

### Duplas
| Cabeça | Ranking | Equipe               | Equipe                 |
| ------ | ------- | -------------------- | ---------------------- |
| 1      | 3       | Rajeev Ram           | Joe Salisbury          |
| 2      | 7       | Wesley Koolhof       | Neal Skupski           |
| 3      | 13      | Marcelo Arévalo      | Jean-Julien Rojer      |
| 4      | 13      | Tim Pütz             | Michael Venus          |
| 5      | 20      | Marcel Granollers    | Horacio Zeballos       |
| 6      | 25      | Nikola Mektić        | Mate Pavić             |
| 7      | 49      | Ivan Dodig           | Austin Krajicek        |
| 8      | 40      | Thanasi Kokkinakis   | Nick Kyrgios           |
| 9      | 44      | Rohan Bopanna        | Matwé Middelkoop       |
| 10     | 47      | Jamie Murray         | Bruno Soares           |
| 11     | 47      | Lloyd Glasspool      | Harri Heliövaara       |
| 12     | 50      | Kevin Krawietz       | Andreas Mies           |
| 13     | 60      | Juan Sebastián Cabal | Robert Farah           |
| 14     | 63      | Santiago González    | Andrés Molteni         |
| 15     | 64      | Simone Bolelli       | Fabio Fognini          |
| 16     | 68      | Nicolas Mahut        | Édouard Roger-Vasselin |

| Cabeça | Ranking | Equipe                   | Equipe              |
| ------ | ------- | ------------------------ | ------------------- |
| 1      | 6       | Veronika Kudermetova     | Elise Mertens       |
| 2      | 7       | Coco Gauff               | Jessica Pegula      |
| 3      | 10      | Barbora Krejčíková       | Kateřina Siniaková  |
| 4      | 20      | Lyudmyla Kichenok        | Jeļena Ostapenko    |
| 5      | 20      | Gabriela Dabrowski       | Giuliana Olmos      |
| 6      | 26      | Desirae Krawczyk         | Demi Schuurs        |
| 7      | 32      | Xu Yifan                 | Yang Zhaoxuan       |
| 8      | 42      | Anna Danilina            | Beatriz Haddad Maia |
| 9      | 46      | Asia Muhammad            | Ena Shibahara       |
| 10     | 43      | Nicole Melichar-Martinez | Ellen Perez         |
| 11     | 51      | Marta Kostyuk            | Zhang Shuai         |
| 12     | 56      | Caroline Dolehide        | Storm Sanders       |
| 13     | 58      | Alexa Guarachi           | Andreja Klepač      |
| 14     | 61      | Caroline Garcia          | Kristina Mladenovic |
| 15     | 66      | Shuko Aoyama             | Chan Hao-ching      |
| 16     | 71      | Alicja Rosolska          | Erin Routliffe      |

#### Mistas
| Cabeça | Ranking | Equipe           | Equipe           |
| ------ | ------- | ---------------- | ---------------- |
| 1      | 13      | Desirae Krawczyk | Neal Skupski     |
| 2      | 17      | Zhang Shuai      | Mate Pavić       |
| 3      | 20      | Giuliana Olmos   | Marcelo Arévalo  |
| 4      | 31      | Storm Sanders    | John Peers       |
| 5      | 38      | Jessica Pegula   | Austin Krajicek  |
| 6      | 33      | Yang Zhaoxuan    | Rohan Bopanna    |
| 7      | 32      | Ellen Perez      | Michael Venus    |
| 8      | 41      | Demi Schuurs     | Matwé Middelkoop |

## Convidados à chave principal
Os jogadores a seguir receberam convite para disputar diretamente a chave principal, baseados em seleção interna ou desempenhos recentes.

### Simples
| Masculino | Feminino |
| --- | --- |
| - Rinky Hijikata - Ugo Humbert - Emilio Nava - Sam Querrey - Ben Shelton - Dominic Thiem - Learner Tien - J. J. Wolf | - Jaimee Fourlis - Sofia Kenin - Elizabeth Mandlik - Peyton Stearns - Harmony Tan - Coco Vandeweghe - Venus Williams - Eleana Yu |

### Duplas
| Masculinas | Femininas | Mistas |
| --- | --- | --- |
| - Sebastian Gorzny / Alex Michelsen - Christopher Eubanks / Ben Shelton - Robert Galloway / Alex Lawson - Nicholas Godsick / Ethan Quinn - Brandon Holt / Govind Nanda - Nicholas Monroe / Keegan Smith - Hunter Reese / Max Schnur | - Hailey Baptiste / Whitney Osuigwe - Reese Brantmeier / Clervie Ngounoue - Sophie Chang / Angela Kulikov - Ashlyn Krueger / Peyton Stearns - Elizabeth Mandlik / Katrina Scott - Robin Montgomery / CoCo Vandeweghe - Serena Williams / Venus Williams | - Louisa Chirico / Bradley Klahn - Jaeda Daniel / Richard Ciamarra - Catherine Harrison / Robert Galloway - Madison Keys / Bjorn Fratangelo - Caty McNally / William Blumberg - Robin Montgomery / Nicholas Monroe - Alycia Parks / Christopher Eubanks - Bernarda Pera / Jackson Withrow |

## Qualificados à chave principal
O qualificatório aconteceu no USTA Billie Jean King National Tennis Center entre 24 de 27 de agosto de 2022.

### Simples
| Masculino | Feminino |
| --- | --- |
| 1. Facundo Bagnis 2. Nuno Borges 3. Gijs Brouwer 4. Enzo Couacaud 5. Federico Delbonis 6. Christopher Eubanks 7. Daniel Elahi Galán 8. Norbert Gombos 9. Brandon Holt 10. Nicolás Jarry 11. Pavel Kotov 12. Tomáš Macháč 13. Maximilian Marterer 14. Alexander Ritschard 15. Wu Yibing 16. Zhang Zhizhen | 1. Erika Andreeva 2. Elina Avanesyan 3. Sára Bejlek 4. Cristina Bucșa 5. Clara Burel 6. Elisabetta Cocciaretto 7. Fernanda Contreras Gómez 8. Linda Fruhvirtová 9. Viktorija Golubic 10. Catherine Harrison 11. Léolia Jeanjean 12. Ashlyn Krueger 13. Viktória Kužmová 14. Linda Nosková 15. Daria Snigur 16. Yuan Yue |

Lucky losers
| 1. Corentin Moutet 2. Fernando Verdasco | 1. Kamilla Rakhimova |

## Eliminações em simples

### Masculino
| Final                    | Final                        | Final                       | Final                      |
| ------------------------ | ---------------------------- | --------------------------- | -------------------------- |
| Casper Ruud [5]          |                              |                             |                            |
| Semifinais               |                              |                             |                            |
| Karen Khachanov [27]     | Karen Khachanov [27]         | Frances Tiafoe [22]         | Frances Tiafoe [22]        |
| Quartas de final         |                              |                             |                            |
| Nick Kyrgios [23]        | Matteo Berrettini [13]       | Jannik Sinner [11]          | Andrey Rublev [9]          |
| Quarta fase              |                              |                             |                            |
| Daniil Medvedev [1]      | Pablo Carreño Busta [12]     | Alejandro Davidovich Fokina | Corentin Moutet [LL]       |
| Ilya Ivashka             | Marin Čilić [15]             | Cameron Norrie [7]          | Rafael Nadal [2]           |
| Terceira fase            |                              |                             |                            |
| Wu Yibing (Q)            | J. J. Wolf (WC)              | Alex de Minaur [18]         | Jack Draper                |
| Daniel Elahi Galán (Q)   | Andy Murray                  | Pedro Cachín                | Tommy Paul [29]            |
| Lorenzo Musetti [26]     | Brandon Nakashima            | Daniel Evans [20]           | Jenson Brooksby            |
| Holger Rune [28]         | Denis Shapovalov [9]         | Diego Schwartzman [14]      | Richard Gasquet            |
| Segunda fase             |                              |                             |                            |
| Arthur Rinderknech       | Nuno Borges (Q)              | Benjamin Bonzi              | Alejandro Tabilo           |
| Alexander Bublik         | Cristian Garín               | Thiago Monteiro             | Félix Auger-Aliassime [6]  |
| Jordan Thompson          | Márton Fucsovics             | Emilio Nava (WC)            | Hugo Grenier [LL]          |
| Brandon Holt (Q)         | Botic van de Zandschulp [21] | Sebastian Korda             | Tim van Rijthoven          |
| Hubert Hurkacz [8]       | Gijs Brouwer (Q)             | Grigor Dimitrov [17]        | Christopher Eubanks (Q)    |
| Albert Ramos Viñolas     | James Duckworth              | Borna Ćorić [25/PR]         | Federico Coria             |
| João Sousa               | John Isner                   | Roberto Carballés Baena     | Kwon Soon-woo              |
| Alexei Popyrin           | Jason Kubler                 | Miomir Kecmanović [32]      | Fabio Fognini              |
| Primeira fase            |                              |                             |                            |
| Stefan Kozlov            | Quentin Halys                | Ben Shelton (WC)            | Nikoloz Basilashvili [31]  |
| Thanasi Kokkinakis       | Ugo Humbert (WC)             | Kamil Majchrzak             | Roberto Bautista Agut [16] |
| Dominic Thiem (WC)       | Alexander Bublik             | Jiří Lehečka                | Filip Krajinović           |
| Denis Kudla              | Alex Molčan                  | Emil Ruusuvuori             | Alexander Ritschard (Q)    |
| Stefanos Tsitsipas [4]   | Lorenzo Sonego               | Yoshihito Nishioka          | Maxime Cressy [30]         |
| Francisco Cerúndolo [24] | John Millman                 | Tomás Martín Etcheverry     | Nicolás Jarry (Q)          |
| Taylor Fritz [10]        | Aljaž Bedene (PR)            | Stan Wawrinka (PR)          | Tomáš Macháč (Q)           |
| Bernabé Zapata Miralles  | Facundo Bagnis (Q)           | Zhang Zhizhen (Q)           | Kyle Edmund (PR)           |
| Oscar Otte               | Sam Querrey (WC)             | Adrian Mannarino            | David Goffin               |
| Steve Johnson            | Pavel Kotov (Q)              | Pedro Martínez              | Daniel Altmaier            |
| Maximilian Marterer (Q)  | Norbert Gombos (Q)           | Christopher O'Connell       | Jiří Veselý                |
| Enzo Couacaud (Q)        | Dušan Lajović                | Tallon Griekspoor           | Sebastián Báez             |
| Benoît Paire             | Mackenzie McDonald           | Federico Delbonis (Q)       | Peter Gojowczyk            |
| Marc-Andrea Hüsler       | Jaume Munar                  | Fernando Verdasco [LL]      | Laslo Đere                 |
| Jack Sock                | Tseng Chun-hsin              | Mikael Ymer                 | Marcos Giron               |
| Learner Tien (WC)        | Taro Daniel                  | Aslan Karatsev              | Rinky Hijikata (WC)        |

### Feminino
| Final                    | Final                      | Final                      | Final                        |
| ------------------------ | -------------------------- | -------------------------- | ---------------------------- |
| Ons Jabeur [5]           |                            |                            |                              |
| Semifinais               |                            |                            |                              |
| Aryna Sabalenka [6]      | Aryna Sabalenka [6]        | Caroline Garcia [17]       | Caroline Garcia [17]         |
| Quartas de final         |                            |                            |                              |
| Jessica Pegula [8]       | Karolína Plíšková [22]     | Coco Gauff [12]            | Ajla Tomljanović             |
| Quarta fase              |                            |                            |                              |
| Jule Niemeier            | Petra Kvitová [21]         | Victoria Azarenka [26]     | Danielle Collins [19]        |
| Zhang Shuai              | Alison Riske-Amritraj [29] | Veronika Kudermetova [18]  | Liudmila Samsonova           |
| Terceira fase            |                            |                            |                              |
| Lauren Davis             | Zheng Qinwen               | Garbiñe Muguruza [9]       | Yuan Yue (Q)                 |
| Petra Martić             | Belinda Bencic [13]        | Alizé Cornet               | Clara Burel (Q)              |
| Rebecca Marino           | Madison Keys [12]          | Bianca Andreescu           | Wang Xiyu                    |
| Shelby Rogers [31]       | Dalma Gálfi                | Aleksandra Krunić          | Serena Williams (PR)         |
| Segunda fase             |                            |                            |                              |
| Sloane Stephens          | Ekaterina Alexandrova [28] | Yulia Putintseva           | Anastasia Potapova           |
| Linda Fruhvirtová (Q)    | Anhelina Kalinina          | Irina-Camelia Begu         | Aliaksandra Sasnovich        |
| Paula Badosa [4]         | Marta Kostyuk              | Marie Bouzková             | Sorana Cîrstea               |
| Kateřina Siniaková       | Cristina Bucșa (Q)         | Alison Van Uytvanck        | Kaia Kanepi                  |
| Daria Snigur (Q)         | Anna Karolína Schmiedlová  | Camila Giorgi              | Elena-Gabriela Ruse          |
| Beatriz Haddad Maia [15] | Anna Kalinskaya            | Camila Osorio              | Maria Sakkari [3]            |
| Elizabeth Mandlik (WC)   | Viktória Kužmová (Q)       | Maryna Zanevska            | Harriet Dart                 |
| Leylah Fernandez [14]    | Barbora Krejčíková [23]    | Evgeniya Rodina (PR)       | Anett Kontaveit [2]          |
| Primeira fase            |                            |                            |                              |
| Jasmine Paolini          | Greet Minnen               | Lucia Bronzetti            | Peyton Stearns (WC)          |
| Amanda Anisimova [24]    | Sofia Kenin (WC)           | Claire Liu                 | Jeļena Ostapenko [16]        |
| Clara Tauson             | Wang Xinyu                 | Bernarda Pera              | Erika Andreeva (Q)           |
| Elise Mertens [32]       | Jaimee Fourlis (WC)        | Elisabetta Cocciaretto (Q) | Viktorija Golubic (Q)        |
| Lesia Tsurenko           | Varvara Gracheva           | Mayar Sherif               | Ashlyn Krueger (WC)          |
| Magda Linette            | Linda Nosková (Q)          | Laura Siegemund (PR)       | Andrea Petkovic              |
| Emma Raducanu [11]       | Taylor Townsend (PR)       | Kaja Juvan                 | Naomi Osaka                  |
| Elena Rybakina [25]      | Venus Williams (WC)        | Tereza Martincová          | Catherine Harrison (Q)       |
| Simona Halep [7]         | Magdalena Fręch            | Nadia Podoroska (PR)       | Jil Teichmann [30]           |
| Dayana Yastremska        | Anna Bondár                | Daria Saville              | Léolia Jeanjean (Q)          |
| Ana Konjuh               | Harmony Tan (WC)           | Rebecca Peterson           | Kamilla Rakhimova [LL]       |
| Eleana Yu (WC)           | Ann Li                     | Diane Parry                | Tatjana Maria                |
| Madison Brengle          | Tamara Zidanšek            | Sara Sorribes Tormo        | Arantxa Rus                  |
| Donna Vekić              | CoCo Vandeweghe (WC)       | Nuria Párrizas Díaz        | Daria Kasatkina [10]         |
| Océane Dodin             | Sára Bejlek (Q)            | Elina Avanesyan (Q)        | Fernanda Contreras Gómez (Q) |
| Martina Trevisan [27]    | Karolína Muchová (PR)      | Danka Kovinić              | Jaqueline Cristian           |

## Finais

### Profissional
| Categoria | Evento    | Campeã(s)(o/ões)                      | Vice-campeã(s)(o/ões)                   | Resultado           | Chave(s)  | Chave(s)       |
| --------- | --------- | ------------------------------------- | --------------------------------------- | ------------------- | --------- | -------------- |
| Simples   | Masculino | Carlos Alcaraz                        | Casper Ruud                             | 6–4, 2–6, 7–61, 6–3 | principal | qualificatório |
| Simples   | Feminino  | Iga Świątek                           | Ons Jabeur                              | 6–2, 7–65           | principal | qualificatório |
| Duplas    | Masculino | Rajeev Ram Joe Salisbury              | Wesley Koolhof Neal Skupski             | 7–64, 7–5           | principal | principal      |
| Duplas    | Feminino  | Barbora Krejčíková Kateřina Siniaková | Catherine McNally Taylor Townsend       | 3–6, 7–5, 6–1       | principal | principal      |
| Duplas    | Misto     | Storm Sanders John Peers              | Kirsten Flipkens Édouard Roger-Vasselin | 4–6, 6–4, [10–7]    | principal | principal      |

### Juvenil
| Categoria | Evento    | Campeã(s)(o/ões)                | Vice-campeã(s)(o/ões)                   | Resultado      | Chave(s)  | Chave(s)       |
| --------- | --------- | ------------------------------- | --------------------------------------- | -------------- | --------- | -------------- |
| Simples   | Masculino | Martín Landaluce                | Gilles-Arnaud Bailly                    | 7–63, 5–7, 6–2 | principal | qualificatório |
| Simples   | Feminino  | Alexandra Eala                  | Lucie Havlíčková                        | 6–2, 6–4       | principal | qualificatório |
| Duplas    | Masculino | Ozan Baris Nishesh Basavareddy  | Dylan Dietrich Juan Carlos Prado Ángelo | 6–1, 6–1       | principal | principal      |
| Duplas    | Feminino  | Lucie Havlíčková Diana Shnaider | Carolina Kuhl Ella Seidel               | 6–3, 6–2       | principal | principal      |

### Cadeirante
| Categoria | Evento       | Campeã(s)(o/ões)                   | Vice-campeã(s)(o/ões)         | Resultado        | Chave     |
| --------- | ------------ | ---------------------------------- | ----------------------------- | ---------------- | --------- |
| Simples   | Masculino    | Alfie Hewett                       | Shingo Kunieda                | 7–62, 6–1        | principal |
| Simples   | Feminino     | Diede de Groot                     | Yui Kamiji                    | 3–6, 6–1, 6–1    | principal |
| Simples   | Tetraplégico | Niels Vink                         | Sam Schröder                  | 7–5, 6–3         | principal |
| Duplas    | Masculino    | Martín de la Puente Nicolas Peifer | Alfie Hewett Gordon Reid      | 4–6, 7–5, [10–6] | principal |
| Duplas    | Feminino     | Diede de Groot Aniek van Koot      | Yui Kamiji Kgothatso Montjane | 6–2, 6–2         | principal |
| Duplas    | Tetraplégico | Sam Schröder Niels Vink            | Robert Shaw David Wagner      | 6–1, 6–2         | principal |

### Cadeirante juvenil
| Categoria | Evento    | Campeã(s)(o/ões)                 | Vice-campeã(s)(o/ões)           | Resultado      | Chave     |
| --------- | --------- | -------------------------------- | ------------------------------- | -------------- | --------- |
| Simples   | Masculino | Ben Bartram                      | Dahnon Ward                     | 6–4, 6–1       | principal |
| Simples   | Feminino  | Jade Moreira Lanai               | Yuma Takamuro                   | 7–5, 2–6, 7–65 | principal |
| Duplas    | Masculino | Ben Bartram Dahnon Ward          | Saalim Naser Ivar Van Rijt      | 6–4, 6–3       | principal |
| Duplas    | Feminino  | Jade Moreira Lanai Maylee Phelps | Ruby Bishop Lily Lautenschlager | 6–0, 6–0       | principal |